# Alpen-Puppenschnecke
Die Alpen-Puppenschnecke (Pupilla alpicola), auch Alpenpuppenschnecke ist eine Schneckenart aus der Familie der Puppenschnecken, die zur Unterordnung der Landlungenschnecken (Stylommatophora) gerechnet wird. Seit der Etablierung der Feuchtwiesen-Puppenschnecke (Pupilla pratensis) als eigenständige Art, hat sich herausgestellt, dass viele Nachweise der Alpen-Puppenschnecke tatsächlich der Feuchtwiesen-Puppenschnecke zuzurechnen sind.

## Merkmale
Das zylinderförmige Gehäuse ist 2,8 bis 3,3 mm hoch und 1,75 bis 1,8 mm breit. Der Apex ist vergleichsweise abgeflacht. Es hat etwa sechs Windungen, die an der Peripherie nur mäßig gewölbt sind und durch eine mäßig tiefe Naht voneinander abgesetzt sind. Die Mündung ist schief elliptisch, breiter als hoch. Der Mundsaum ist nur schwach umgebogen und sehr zerbrechlich. Die Mündung ist zahnlos; selten kann auch ein schwacher parietaler Zahn entwickelt sind. Der Nackenwulst ist nur schwach ausgeprägt oder fehlt ganz. Die Schale ist vergleichsweise dünn und durchscheinend. Die Oberfläche weist deutliche Anwachsstreifen auf. Die letzte Windung besitzt etwa ein Viertel von der Basis entfernt eine Längsrinne auf der äußeren Oberfläche. Sie korrespondiert im Inneren mit einem feinen, engen Längsrücken.
Im zwittrigen Genitalapparat zweigt der Samenleiter früh vom Eisamenleiter (Spermovidukt) ab. Er ist mäßig lang und wenig gewunden. Er mündet apikal in den Epiphallus ein. Der Epiphallus ist lang, länger als der Penis. Am Übergang Epiphallus/Penis ist ein kleiner Appendix ausgebildet. Etwa in der Mitte der Penislänge setzt ein weiterer sehr lang Appendix an. Er ist im (kappen) ersten Drittel zunächst sehr, wird dann im zweiten Drittel sehr dünn und verdickt sich im letzten Drittel keulenförmig. Der freie Eileiter ist sehr lang, dagegen ist die Vagina recht kurz. Der Stiel der Spermathek ist sehr lang, die eigentlich Blase relativ klein. Nahe der Blase setzt ein kurzes Divertikel an.

### Ähnliche Arten
Das Gehäuse ähnelt dem der Moos-Puppenschnecke (Pupilla muscorum). Sie hat aber ein deutlich mehr zylinderförmiges, breiteres und im Durchschnitt größeres Gehäuse mit flacherem Apex. Die Windungen sind an der Peripherie stärker gewölbt. Die Mündung ist zahnlos (oder nur mit einem kleinen Parietalzahn). Der Mundsaum ist sehr dünn und zerbrechlich, und schwach zurückgebogen. Die Gehäusewand ist dünner und mehr durchscheinend als das Gehäuse von Pupilla muscorum. Es ist zudem deutlicher gestreift. Die Mündung ist breiter als hoch, also gegenüber Pupilla muscorum stärker abgeflacht. Die Mündung ist meist unbewehrt, oder selten mit einem schwachen Parietalzahn versehen.
Sehr ähnlich ist auch die erst 2009 wieder etablierte Feuchtwiesen-Puppenschnecke (Pupilla pratensis). Beide Gehäuse sind relativ breit. Pupilla alpicola ist jedoch niedriger und mehr zylinderförmig, und der Apex ist deutlich flacher. Sie besitzt außerdem eine deutliche Rinne auf der Außenseite nahe der Mündung etwa ein Viertel von der Basis entfernt; diese fehlt bei Pupilla pratensis. Vermutlich sind die älteren Flachlandnachweise von Pupilla alpicola tatsächlich auf Pupilla pratensis zu beziehen.

## Geographische Verbreitung und Lebensraum
Die Alpen-Puppenschnecke kommt in den Alpen, Karpaten und wahrscheinlich im zentralasiatischen Altai-Gebirge fast ausschließlich über 1000 m bis etwa 2600 m über Meereshöhe vor. Ein isoliertes Vorkommen liegt in der Fränkischen Schweiz.
Die Art lebt dort auf nassen oder sumpfigen Wiesen auf stark kalkhaltigem Untergrund, der nur spärlich bewachsen ist. Untersuchungen in den Westkarpathen haben ergeben, dass die Art ein Glazialrelikt. Keine der untersuchten Populationen war mehr als 40 km vom mutmaßlichen Palaeorefugium entfernt.

## Taxonomie
Das Taxon wurde 1837 von Jean Charpentier als Pupa (Sphyradium) alpicola vorgeschlagen. Das Taxon ist allgemein anerkannt.

## Gefährdung
Die Alpen-Puppenschnecke ist in Deutschland vom Aussterben bedroht, ebenso in Polen. Die Populationen in Bayern sind durch Habitatzerstörung erloschen. Auch in Polen sind die meisten Populationen erloschen.

## Belege